# Giuseppe Gradenigo

Stemma Gradenigo

Conte Giuseppe Gradenigo (Venezia, 29 settembre 1859 – Treviso, 15 marzo 1926) è stato un medico italiano.

## Biografia
Discendente dalla nobile e potente famiglia veneziana dei Gradenigo, figlio di Pietro, fu professore di otorinolaringoiatria dal 1889 a Torino, dove fondò l'istituto e riformò l'organizzazione degli studi della specialità.
Successivamente fu professore a Napoli. Fu fra i pionieri mondiali della otorinolaringoiatria, di cui fondò la società scientifica, e fu autore di circa 400 pubblicazioni, oltre a nove libri. 

Dà il proprio nome ad una sindrome che complica l'infiammazione dell'orecchio medio.
Gli è stato intitolato uno degli ospedali di Torino sito in Corso Regina Margherita.
Nel 1923 si rivolse a lui per un consulto anche Giacomo Puccini, affetto da un tumore alla gola.